# 殭屍醫生
《殭屍醫生》是1990年上映的一部香港電影，由嘉禾娛樂發行，陸劍明執導。

## 劇情簡介
故事講述外科醫姜大聰於外出公幹其間，與愛麗絲發生關係。回港發現身體出現異變。原來愛麗絲是殭屍，咬了姜大聰後將其放走而令愛麗絲的主人伯爵憤怒，要求將姜大聰捉回。

## 人物角色
林保怡 飾 姜大聰
陳雅倫 飾 愛麗絲
陳淑蘭 飾 阿May
郭錦恩 飾 阿May好友
胡大為 飾 胡醫生
劉錫賢 飾 劉醫生
黃霑 飾 副院長
倪匡 飾 茅山法師
成奎安 飾 黑道老大
余慕蓮 飾 醫院清潔大嬸